# Ugyen Dorji
Raja Ugyen Dorji var regeringschef (gongzim) i Bhutan 1907–1917. Han efterträddes av Raja Sonam Tobgay Dorji.